# Anton II Aldenburg
Hrabia Anton II Aldenburg (ur. 1681, zm. 1738) – arystokrata duński. Pochodził z rodu Oldenburgów. Był doradcą króla Fryderyka IV i zaufanym powiernikiem królowej-matki Szarlotty Amalii.